# SKI (indkøbsorganisation)
 For alternative betydninger, se Ski (flertydig).
Staten og Kommunernes Indkøbsservice A/S (SKI) er en indkøbsorganisation, der gennemfører EU-udbud på vegne af den offentlige og halvoffentlige sektor i Danmark. 
I alt gennemfører SKI 15-20 EU-udbud om året. Ved at samle indkøbskræfterne på tværs af hele den offentlige sektor kan SKI opnå større besparelser og bedre aftalevilkår – og den enkelte offentlige organisation, fx en kommune eller en region, undgår selv at skulle investere ressourcer i den lange og ofte komplicerede proces, det er at udforme og gennemføre et udbud. På den måde frigiver SKI ressourcer i den offentlige sektor, som kan bruges på andre prioriteringer fx mere velfærd. 
Resultatet af et SKI-udbud er en såkaldt rammeaftale, der angiver, hvilke varer eller tjenesteydelser der kan købes på aftalen, på hvilke betingelser og til hvilken pris. 
SKI’s aftaler udarbejdes sammen med repræsentanter fra den offentlige sektor. Sådan sikres det, at varerne på aftalerne lever op til de kvalitetskrav, den offentlige sektor har. Med konkurrenceudsættelsen sikres det, at den offentlige sektor får den ønskede kvalitet til den bedste pris. 
SKI kontraktstyrer i alt 40-45 rammeaftaler inden for områderne IT, varer og tjenesteydelser. Hvert år genererer aftalerne et besparelsespotentiale på mere end én milliard kroner til den offentlige sektor. 
På tværs af rammeaftalerne har SKI omkring 300 forskellige leverandører, heriblandt mange mindre leverandører. Således har godt 20 pct. af leverandørerne færre end 20 ansatte, 40 pct. af leverandørerne færre end 50 ansatte og 75 pct. af leverandørerne har færre end 200 ansatte. 
Kommunerne og SKI indgik i 2015 et samarbejde om indsamling af kommunernes indkøbsdata. I samarbejdet analyseres de 91 deltagende kommuners e-fakturaer for perioden 2014-2018. Formålet er at indsamle og bearbejde viden om kommunernes indkøb, så resultaterne kan bidrage til at effektivisere offentligt indkøb yderligere. 

## Formål
SKI's formål er at effektivisere og professionalisere det offentlige indkøb.

## Ejerforhold
Staten og Kommunernes Indkøbsservice A/S (SKI) blev grundlagt i 1994 som offentligt ejet aktieselskab. SKI er ejet af staten (55 pct. af aktierne) og KL (45 pct.).  
SKI er et non-profit-selskab. Det betyder, at SKI’s eventuelle overskud anvendes til at udvikle flere og bedre indkøbsaftaler.

## Baggrund
SKI er en offentlig indkøbscentral, som fandt sin nuværende form i 1994, da Statens Indkøb blev lagt sammen med Kommunernes Vareformidling. Begge institutioner udfyldte grundlæggende det samme formål - at bruge det offentlige indkøbsbudget som en løftestang til at sikre mængderabatter på de mest almindelige varer og ydelser til det offentlige.